# 維塔涅

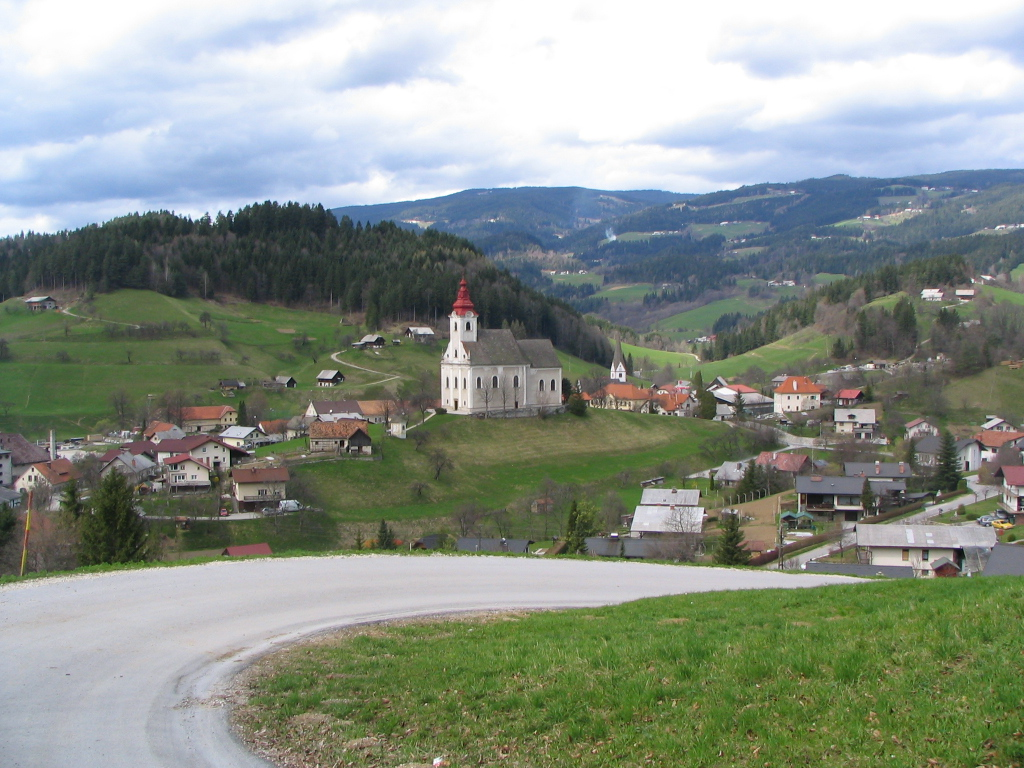
維塔涅

維塔涅是斯洛文尼亞東北部維塔涅市鎮的城鎮及行政中心。城镇面積为1.79平方公里，2020年人口数量为859人。

## 外部連結
- 维基共享资源上的相關多媒體資源：維塔涅
- 維塔涅市鎮官方网站 （页面存档备份，存于） （斯洛文尼亚文）
- Vitanje municipality on Geopedia （页面存档备份，存于）